# Alex Lundqvist
Alexander Lundqvist (Stoccolma, 14 aprile 1972) è un supermodello svedese.

## Carriera
Comincia la propria carriera nell'estate del 1994 quando incontra il fotografo Bruce Weber, e Sean Patterson, agente della prestigiosa agenzia di moda Wilhelmina, con il quale realizza un servizio fotografico. Grazie a ciò Ludqvsist viene scelto da Versace, che lo vuole, insieme a Helena Christensen, per una campagna pubblicitaria internazionale della azienda, che fa conoscere il volto del modello in tutto il mondo.
Seguono campagne pubblicitarie per Lagerfeld e per Guess? (insieme a Laetitia Casta e Valeria Mazza), oltre che copertine per importanti riviste di moda come GQ, Playgirl, Elle, L'Uomo Vogue, e Top Model. Inoltre ha partecipato al video di Fergie Clumsy ed ha recitato nel film TV francese Total Romance del 2002.
È un giocatore professionista di paintball.

## Agenzie
- Wilhelmina Models - New York
- PMA - Amburgo
- Why Not Model Agency - Milano